# Середньоболгарська мова
Середньоболга́рська мо́ва (болг. среднобългарски език) — літературна болгарська мова XII — XVII ст. Самоназва — болгарська мова (български език). Відігравала роль мови міжнародного спілкування у Другому Болгарському царстві. Сформувалася на основі старо-церковнослов'янської (староболгарської) мови. Деякими дослідниками сприймається як та сама старо-церковнослов'янська мова із болгарськими діалектизмами XI—XII ст., як оновлена церковнослов'янська мова, або як церковнослов'янська болгарської редакції. Використовувалася як загальнословянська книжна мова у православних країнах південних і східних слов'ян, а також волохів. Мала локальні варіанти — руський, молдаво-волоський, сербський тощо. Зокрема руський варіант середньоболгарської мови приніс на Русь митрополит Кипріян, де він став мовою церкви і діловодства. Після завоювання Османами Болгарії середньоболгарська продовжувала використовуватися як одна з ділових мов османської канцелярії до XVI ст. У XVI—XVII ст. розвинулася у сучасну болгарську (новоболгарську) мову.

## Пам'ятки
- Добромирове євангеліє (ХІІ ст.)
- Слов'яно-молдавський літопис (1359—1504)
- Болгарські грамоти Валахії та Молдавії
- Дубровницька грамота